# 해무 (영화)
《해무》는 2014년 개봉한 대한민국의 영화이다. 동명의 연극을 원작으로 하며, 이 연극은 2001년 여수의 제7태창호 사건을 기반으로 한다.
원작은 2007년 연극<<해무>>김민정 작, 안경모 연출으로 연우무대 30주년 기념공연으로 올랐다. 

## 줄거리
1998년 여수 앞바다를 배경으로 한 영화이다. 당시 한국은 1997년 외환위기 이후 경제적 상황이 더욱 악화되고 있었고, 한때 여수 바다를 주름잡던 안강만 어선 '전진호'도 더 이상 만선의 수확을 거두지 못한 채 정부의 감척 대상 어선이 되어 버렸다. 전진호가 전부였던 선장(철주, 김윤석 분)은 폐선의 위기를 벗어나기 위해 조선족을 실어나르는 밀항을 실행하게 되었다. 비바람이 몰아치는 여수 밤바다, 중국 밀항선에서 30여명의 조선족 밀항자들은 전진호로 옮겨타게 되었다. 그 과정에서 홍매(한예리 분)가 바다에 빠졌으나 막내 선원 동식(박유천 분)이 바다에 뛰어들어 그녀를 구하고 둘은 서로에게 애뜻한 감정을 느끼게 된다. 선장(철주)은 밀항자들을 전진호의 어창(잡은 생선을 넣어두는 곳)에 들어가 숨게 하지만, 밀항자들은 어창의 열악한 환경에 반발하고 이로 인해 선장과 대립하게 된다. 한편 동식은 어창에 들어가는 홍매가 안타까워 다른 선원들 몰래 홍매를 기관실에 숨기게 되고, 그 후 전진호와 밀항자들은 걷잡을 수 없는 사건의 소용돌이 속으로 빠져드는데...

## 캐스팅
- 김윤석 : 선장 강철주 역
- 박유천 : 주동식 역
- 한예리 : 홍매 역
- 문성근 : 기관장 완호 역
- 김상호 : 갑판장 호영 역
- 유승목 : 경구 역
- 이희준 : 창욱 역
- 조경숙 : 율녀 역
- 정인기 : 오남 역
- 김영웅 : 길수 역
- 기주봉 : 선주 역
- 예수정 : 동식 할머니 역
- 권병길 : 노형사 역
- 염혜란 : 선주부인 역
- 박무영 : 강선장 부인 역
- 이동용 : 불륜남 역
- 윤승훈 : 해경 역
- 김보정 : 경구 티켓걸 역
- 윤가현 : 분식집 여주인 역
- 김익태 : 수협 은행원 역
- 영건 : 사두 역
- 정대용 : 조선족 1 역
- 김한준 : 조선족 2 역
- 김원진 : 조선족 3 역
- 손용환 : 조선족 4 역
- 홍준표 : 조선족 5 역
- 손철민 : 조선족 6 역
- 이석 : 조선족 7 역
- 김상균 : 조선족 8 역
- 이승택 : 조선족 9 역
- 구범모 : 조선족 10 역
- 박치선 : 조선족 11 역
- 이주한 : 조선족 12 역
- 전영훈 : 조선족 13 역
- 오승훈 : 조선족 14 역
- 윤지명 : 조선족 15 역
- 서수흥 : 조선족 16 역
- 정현국 : 조선족 17 역
- 최우영 : 조선족 18 역
- 신재현 : 조선족 19 역
- 박노민 : 조선족 20 역
- 김기태 : 조선족 21 역
- 문상근 : 조선족 22 역
- 이재성 : 조선족 23 역
- 정성교 : 조선족 24 역
- 김창혁 : 조선족 25 역
- 박조성 : 조선족 26 역
- 신안진 : 노동자 십장 역
- 김형석 : 노동자 김씨 역
- 이상휘 : 지도선 지도원 1 역
- 백인권 : 지도선 지도원 2 역
- 김태엽 : 젊은 형사 1 역
- 허성태 : 젊은 형사 2 역
- 박원희 : 젊은 형사 3 역
- 최호승 : 동식 대역 역
- 정대원 : 선주가게직원 역
- 윤여학 : 중국 선원 1 역
- 조형래 : 중국 선원 2 역
- 김호연 : 경찰간부 역
- 김태엽 : 수협 직원 1 역
- 류미영 : 다방 레지 역
- 조유이 : 홍매 딸 역
- 조제이 : 홍매 아들 역
- 최귀화 : 다른 선장 (목소리) 역
- 조민지 : 뉴스 아나운서 (목소리) 역
- 이대진 : 이대진투수 (영상물)
- 윤제문 : 김 계장 역 (특별출연)
- 조덕제 : 여상구 역 (특별출연)

## 수상
2014년
- Hawaii International Film Festival 2014 - The Golden Orchid Of Best Narrative Feature[1]
- 제15회 부산영화평론가협회상 신인 감독상 - 심성보), 신인 남우상 - 박유천
- 제34회 한국영화평론가협회상 신인 남우상 - 박유천
- 제51회 대종상 영화제 신인 남자 배우상 - 박유천
- 제35회 청룡영화상 미술상 - 이하준, 신인 남우상 - 박유천
- 제4회 아름다운예술인상 신인예술인상 - 박유천

2015년
- 제6회 올해의 영화상 신인 남우상 - 박유천